# Матенадаран
Матенадаран (вірм. Մատենադարանвимоваⓘ, укр. Бібліотека) або Інститут стародавніх рукописів імені Месропа Маштоца (вірм. Մեսրոպ Մաշտոցի անվան հին ձեռագրերի ինստիտուտ) — найбільше у світі сховище давньовірменських рукописів і науково-дослідний інститут в Єревані та одне з найбагатших сховищ рукописів і документів у світі. Створений в 1920 році на 
базі націоналізованої колекції рукописів Ечміадзинського кафедрального собору. Фонди на 1987 рік налічували понад 119 тис. одиниць зберігання. Станом на 2025 рік вона містить понад 17 000 рукописів і близько 300 000 архівних документів.

Його історія сягає 5 століття  і створення матенадарана Ечміадзіна , традиція якого сягає винаходу вірменського алфавіту Месропом Маштоцом у 405 році .

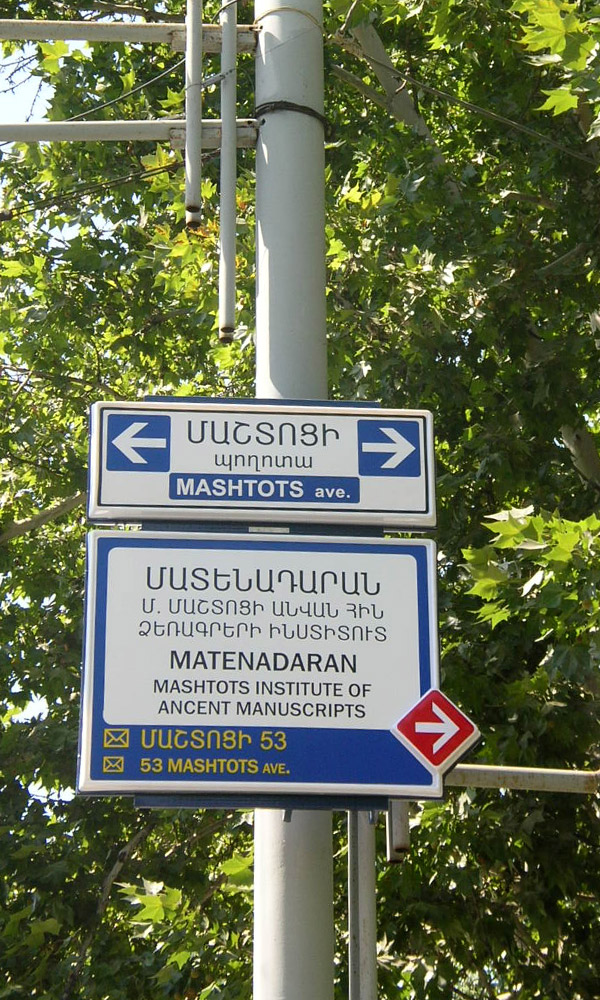

У 1997 році колекція старовинних рукописів Матенадарану була включена ЮНЕСКО до Міжнародного реєстру «Пам'ять світу». Інститут, завдяки своїм місіям і колекціям, на сьогодні є «одним із важливих місць для розвитку та передачі національної пам'яті у Вірменії. Є громадською власністю.

## Етимологія
Матенадаран на класичній вірменській мові означає «бібліотека» і описує місце, яке також служить скрипторієм ; У цьому відношенні кілька вірменських монастирів мали власний матенадаран , деякі з яких існують і досі, наприклад в Ахпаті чи Санаїні

## Історія
Історія сучасного Матенадарана бере свій початок через матенадаран у Вагаршапаті (колишній Ечміадзін) до 405 року та створення вірменського алфавіту Месропом Маштоцом, згідно з традицією; У будь-якому випадку Лазар де Фарб (Газар Парпеций) засвідчує його існування  в 5 столітті. Його діяльність особливо посилилася з 1441 року і перенесенням католикосату з Сіса в Ечміадзін. Напади на місто 18 століття, пошкодили матенадаран, який востаннє був пограбований у 1804 році. Лише з приєднання Східної Вірменії до Російської Імперії у 1828 році його розвиток відновився. У 1840 році був опублікований перший каталог із передмовою Марі-Фелісіте Броссет, у якому перераховано 312 рукописів; другий каталог, з 1863 року, перераховує 2340. У 1915 році в результаті геноциду вірмен в Османській імперії матенадаран побачив приплив численних рукописів із Західної Вірменії (зокрема з Васпуракана), а також із Тебрізу в Персії. У той же час його колекції були вивезені як запобіжний захід до Москви та повернулися у 1922 році . Тим часом,17 грудня 1920 року, матенадаран був проголошений новою радянською окупаційною владою державною власністю, як і все церковне майно. Згідно з цим новим статусом, його колекції збільшувалися завдяки отриманню рукописів з Москви (Інститут східних мов імені Лазарева) і зокрема Тифліса.
У 1939 колекції були перевезені з Ечміадзіна в Єреван. З 3 березня 1959 року, установа, відома зараз як «Матенадаран», стає «Інститутом стародавніх рукописів». З цієї дати каталогізація, яка тоді була відносно обмеженою, продовжувалася, видання йшли одне за одним і було видано періодичне видання (Le Messager du Matenadaran)